# 服岡
服岡（ふくおか）は、愛知県海部郡飛島村にある地名。現行行政地名は服岡1丁目から服岡9丁目。

## 地理
飛島村北部に位置する。東は三福・渚・名古屋市港区天目町、西は弥富市神戸・大宝、南は渚・元起、北は弥富市海屋に接する。西から順に1丁目～9丁目がある。

### 河川
- 日光川

## 歴史

### 地名の由来
開拓時の当地の地主である服部権右衛門・岡谷惣助の両名の名をとったものであるという。

### 沿革
- 1707年（宝永4年） - 神戸分左衛門により開拓された大宝前新田の一部として開発された[5]。
- 1714年（正徳4年） - 暴風雨により荒廃したことにより、この年大宝前新田野跡となった[5]。
- 1801年（享和元年） - 飛島新田の一部として再開発された[5]。
- 1806年（文化3年） - 神戸家より服部・岡谷両人に譲渡され、独立[5]。
- 1889年（明治22年） - 飛島村大字服岡新田となる[5]。
- 1972年（昭和47年） - 一部が服岡・三福となる[6]。
- 1975年（昭和50年） - 一部が渚となる[6]。

## 世帯数と人口
2015年（平成27年）10月1日現在の世帯数と人口は以下の通りである。
| 町丁 | 世帯数  | 人口  |
| ---- | ------- | ----- |
| 服岡 | 138世帯 | 640人 |

### 人口の変遷
国勢調査による人口の推移
| 1995年（平成7年）  | 557人 | [ 7 ]  |  |
| 2000年（平成12年） | 542人 | [ 8 ]  |  |
| 2005年（平成17年） | 580人 | [ 9 ]  |  |
| 2010年（平成22年） | 641人 | [ 10 ] |  |
| 2015年（平成27年） | 640人 | [ 2 ]  |  |

## 学区
市立小・中学校に通う場合、学区は以下の通りとなる。また、公立高等学校に通う場合の学区は以下の通りとなる。
| 番・番地等 | 小学校           | 中学校           | 高等学校 |
| ---------- | ---------------- | ---------------- | -------- |
| 全域       | 飛島村立飛島学園 | 飛島村立飛島学園 | 尾張学区 |

## 交通

### 道路
- 愛知県道103号境政成新田蟹江線

## 施設
- 介護老人保健施設ヴィラとびしま北緯35度5分32.1秒 東経136度47分8.7秒 / 北緯35.092250度 東経136.785750度
- 誓願寺北緯35度5分21.4秒 東経136度47分17.3秒 / 北緯35.089278度 東経136.788139度
- 木曽川用水服岡排水機場北緯35度5分21秒 東経136度47分19.4秒 / 北緯35.08917度 東経136.788722度
- 服岡排水機場北緯35度5分39.8秒 東経136度47分50.3秒 / 北緯35.094389度 東経136.797306度
- 神明社北緯35度5分31.1秒 東経136度47分23.7秒 / 北緯35.091972度 東経136.789917度

## その他

### 日本郵便
- 郵便番号 : 490-1431[3]（集配局：弥富郵便局[13]）。